# Pseudopigritia
Pseudopigritia é um gênero de traça pertencente à família Agonoxenidae.